# مورغان لوتريل
مورغان جو لوتريل (ولد في7 نوفمبر 1975) هو سياسي ورجل أعمال و عسكري امريكي مخضرم ورئيس مجلس النواب في المنطقة الثامنة في تكساس. مورغان متقاعد من البحرية حيث بدء في عام 2003 وانهى خدمته في عام 2007، وعُيين كرئيس مجلس النواب في عام 2023.